# アクセルハイバーグ島
- アクセル・ハイバーグ島
- アクセル・ハイベルグ島

アクセルハイバーグ島（Axel Heiberg Island）はカナダのクイーンエリザベス諸島にある島。エルズミーア島の西に位置し、ヌナブト準州に属する無人島。
面積は43,178km2。世界の島の中では面積第32位、カナダの島では面積第7位である。
島の中央部には始新世の化石化した森がある。

## 歴史
この島にはもともとイヌイットの人々が住んでいたが、ノルウェーの北極探検家オットー・スヴェルドルップがヨーロッパ人として初めて探検した1900年頃には無人島だった。彼はノルウェーのオスロにあるリングネス醸造所の経営者でスポンサーのアクセル・ハイベルグにちなんでこの島を命名した。現在も無人島である。1930年までノルウェーが領有権を主張していた。

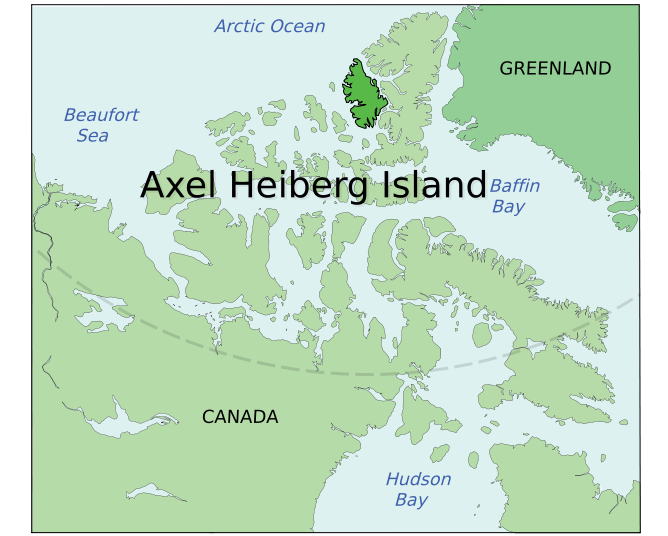
アクセルハイバーグ島の位置